# Kirche Hottenrode

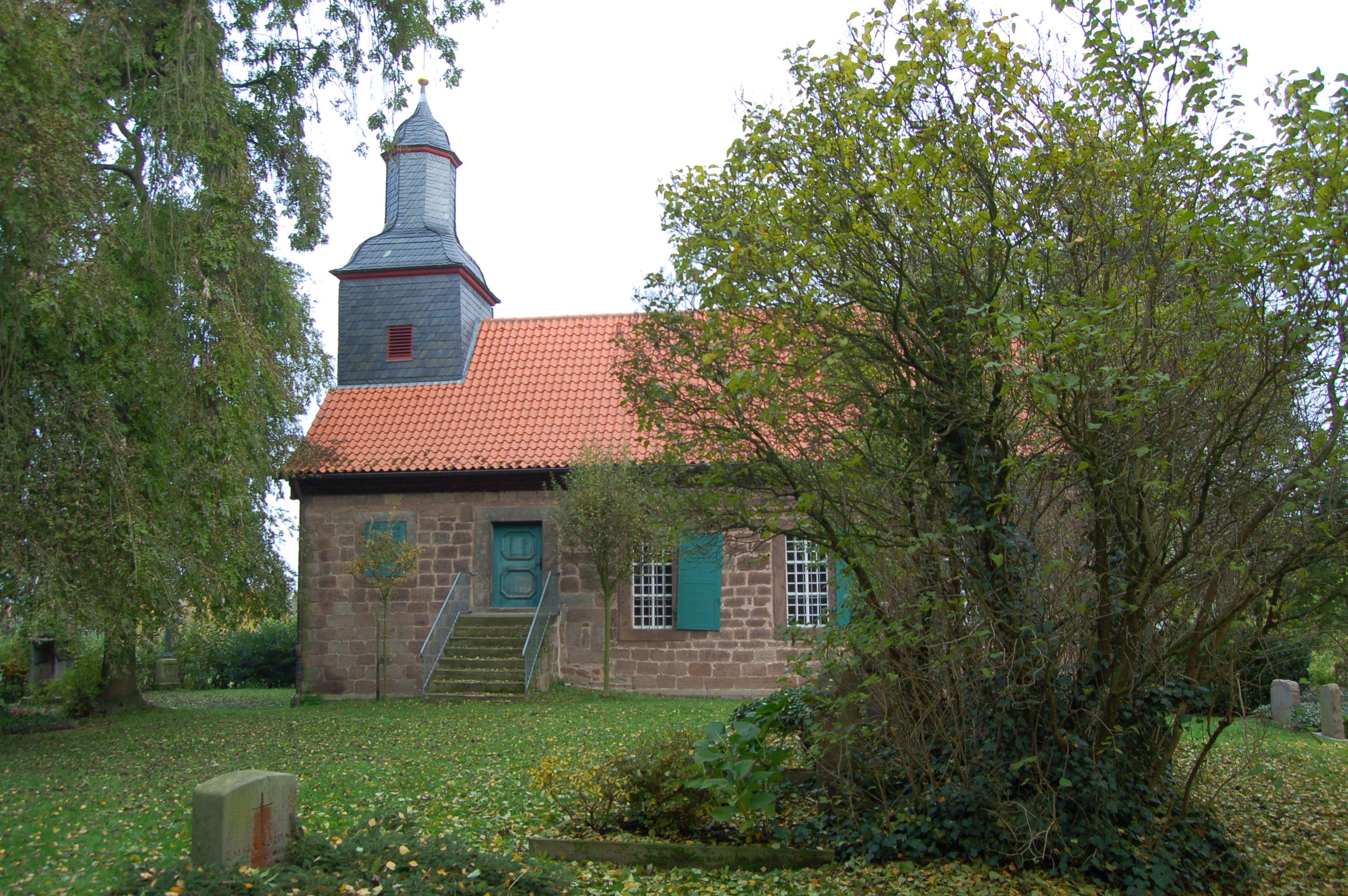
Die Patronatskirche Hottenrode

Die Kirche in Hottenrode ist eine Patronatskirche (ohne Baulast) am Dreiländereck von Hessen, Niedersachsen und Thüringen. Sie liegt in der Gemarkung des wüstgefallenen Dorfes Hottenrode zwischen den Ortschaften Niedergandern und Hohengandern und ist über die L567 erreichbar. Die Kirche gehört zur 800 Meter entfernt liegenden niedersächsischen Ortsgemeinde Niedergandern. Rund 600 Meter ostwärts verläuft die Leine. Die Innerdeutsche Grenze verlief etwa 200 m südöstlich entlang des Hottenbachs in der Talsohle, welche die Straße nach Hohengandern durchfährt, und zog sich von dort gradlinig in nordöstlicher Richtung an die Leine nach Besenhausen.

## Geschichte
Die heute von Feldern umgebende Kirche mit eigenem Kirchhof gehörte zu einem später wüst gefallenen Dorf. Sie stand unter gleichzeitigem Patronat der Familien von Bodenhausen (ansässig unter anderem in der benachbarten Ortschaft Niedergandern) und von Kerstlingerode. Nach Christoph von Kerstlingerodes' Tode fiel dessen Teil von Hottenrode 1641 an die  Hanstein auf dem Rittergut Besenhausen. 1718 ging es in einen Streit zwischen Bodenhausens und Hansteins um Hottenrode. Mit Grenz-Rezess vom 21. Oktober 1743 gehörte die Kirche ins hannöversche Land. Die Patronatschaft der Kirche fiel später an die Besenhauser' Hansteins.
Nach Erbauung einer Gutskapelle zum Ende des 18. Jahrhunderts in Niedergandern benutzte die Kirchengemeinde Niedergandern-Hottenrode diese Kapelle, und die Hottenroder Kirche wurde und wird vorwiegend nur noch zu Beerdigungen (Leichenpredigten) benutzt. Der Kirchhof um die Kirche herum nimmt die Verstorbenen aus Niedergandern und Besenhausen auf.
In der Kirche von Hottenrode findet alljährlich zu Himmelfahrt der zentrale Gottesdienst für alle umliegenden Kirchengemeinden statt. Heute gehört sie der Kirchengemeinde Niedergandern-Hottenrode im Kirchenkreis Göttingen der Evangelisch-lutherischen Landeskirche Hannovers.
Sehenswert ist eine in der Kirche angebrachte, gut erhaltene Grabplatte des Johann Dietrich von Hanstein aus dem Jahre 1611 mit einer Ahnenprobe von ursprünglich 16 Wappen.